# Halsfläckad brunbagge
Halsfläckad brunbagge (Hallomenus binotatus) är en skalbaggsart som först beskrevs av Conrad Quensel 1790. Enligt Catalogue of Life ingår halsfläckad brunbagge i släktet Hallomenus och familjen skinnsvampbaggar, men enligt Dyntaxa är tillhörigheten istället släktet Hallomenus och familjen brunbaggar. Arten är reproducerande i Sverige. Inga underarter finns listade i Catalogue of Life.